# Абилова, Дурна Багыш кызы
Дурна Багыш кызы Абилова (азерб. Durna Baxış qızı Əbilova; р. 1916, Ленкоранский уезд) — советский азербайджанский табаковод, Герой Социалистического Труда (1949).

## Биография
Родилась в 1916 году в селе Мусакуча Ленкоранского уезда Бакинской губернии (ныне Масаллинский район Азербайджана).
С 1935 года табаковод, с 1945 года звеньевая колхоза имени Низами (бывший имени Кагановича) Масаллинского района Азербайджанской ССР. В 1948 году получила высокий урожай табака сорта «Трапезонд» — 26 центнеров с гектара на площади 3 гектара.
С 1971 года на пенсии.
Указом Президиума Верховного Совета СССР от 1 июля 1949 года за получение в 1948 году высоких урожаев табака Абиловой Дурне Багыш кызы присвоено звание Героя Социалистического Труда со вручением ордена Ленина и золотой медали «Серп и Молот».
Именем табаковода названа улица в городе Масаллы.там живут её сын и внуки. Писатель Али Валиев писал книгу названной её именем "Дурна гатары"